# La casa buia
La casa buia (Gone, Baby, Gone) è un thriller di Dennis Lehane edito nel 1998.
Il libro è stato tradotto in più di quindici lingue. In Italia è apparso nel 2003.

## Trama
In un quartiere di Boston "dove la vita di un bambino vale meno di una lattina di birra", viene rapita la piccola Amanda McCready di quattro anni.
Pat Kenzie ed Angie Gennaro ricevono dagli zii della piccola l'incarico di ritrovarla e scoprono che la madre tossicodipendente è implicata in qualcosa più grande di lei.
Rovistando nel marcio della natura umana, i due investigatori vengono a contatto con la depravazione che può riversarsi su di un bambino e questo li fa disperare di poter trovare viva Amanda. Ma nulla è come sembra e l'indagine prende dei risvolti che non avrebbero mai immaginato.

## Edizioni in italiano
- Dennis Lehane, La casa buia, traduzione di Francesco Chiari, Piemme, Casale Monferrato 2003 ISBN 88-384-7205-X
- Dennis Lehane, La casa buia, traduzione di Francesco Chiari, Piemme Pocket, Casale Monferrato ©2004 ISBN 978-88-384-8297-7
- Dennis Lehane, La casa buia, traduzione di Francesco Chiari, Maestri del thriller 22; Piemme, Casale Monferrato 2005 ISBN 88-384-8324-8
- Dennis Lehane, La casa buia: Gone Baby Gone, traduzione di Francesco Chiari, Bestseller 35; Piemme, Casale Monferrato 2008 ISBN 978-88-384-8859-7
- Dennis Lehane, La casa buia, traduzione di Francesco Chiari, Piemme: Pickwick, Milano 2015 ISBN 978-88-6836-770-1

## Riconoscimenti
- Premio Dilys 1999[2]

## Adattamento cinematografico
Dal suddetto libro è stato tratto il film Gone Baby Gone uscito nel 2007, per la regia di Ben Affleck. Interpreti: Morgan Freeman (Jack Doyle) e Michelle Monaghan (Angie Gennaro).